# 長野県道62号美ヶ原公園沖線
長野県道62号美ヶ原公園沖線（ながのけんどう62ごう うつくしがはらこうえんおきせん）は、長野県松本市の美ヶ原高原から上田市武石沖に至る県道（主要地方道）である。武石峠から番所ケ原キー場入口間はたびたび土砂崩れで通行止めになり、現在も令和6年4月23日から当分の間通行止めとなっていて、復旧の見込みはたっていない。

## 概要
長野県の中央部、松本市と上田市にまたがる美ヶ原から武石峰を時計回りで回り込んで武石峠を経て、山麓の上田市武石沖に向かって山を下り、武石口交差点で国道152号と接続する路線。

### 路線データ
- 起点：美ヶ原高原
- 終点：上田市武石沖（国道152号交点）

## 歴史
- 1959年（昭和34年）8月1日：美ヶ原沖線の認定。
- 1982年（昭和57年）4月1日：美ヶ原沖線を主要地方道美ヶ原公園沖線へ指定[1]。
- 1982年（昭和57年）9月13日：美ヶ原沖線を美ヶ原公園沖線へ変更。
- 1993年（平成5年）5月11日 - 建設省から、県道美ケ原公園沖線が美ケ原公園沖線として主要地方道に再指定される[2]。

## 路線状況

### 重複区間
- 長野県道464号美ヶ原公園西内線（上田市鹿教湯温泉・武石峠 - 上田市武石上本入）

## 地理
武石峠から美ヶ原へ向かう道路は美ヶ原高原道路ともよばれ、ここから眺める北アルプスの峰々の迫力あるそびえたつ様は圧巻である。武石峰より美ヶ原にかけてある標高2,000m級の高原は、200種類を超える高山植物が咲く草原で、美ヶ原牧場では夏の間だけ牛の放牧される風景を見ることができる。一部が毎年6月に開催するツール・ド・美ヶ原のコースになっている。

### 通過する自治体
- 松本市
- 上田市

### 交差する道路
- 長野県道464号美ヶ原公園西内線（上田市鹿教湯温泉・武石峠）※重複
- 長野県道464号美ヶ原公園西内線（上田市武石上本入）※重複
- 美ケ原スカイライン（松本市三才山）
- 国道152号（国道254号 重複）（上田市腰越・武石口交差点、終点）

### 沿線にある施設など
- 美ヶ原
- 焼山
- 武石峰
- 武石峠